# Jacques-Eugène Defranoux
 (avril 2023).
La mise en forme du texte ne suit pas les recommandations de Wikipédia : il faut le « wikifier ».
Les points d'amélioration suivants sont les cas les plus fréquents. Le détail des points à revoir est peut-être précisé sur la page de discussion.
- Les titres sont pré-formatés par le logiciel. Ils ne sont ni en capitales, ni en gras.
- Le texte ne doit pas être écrit en capitales (les noms de famille non plus), ni en gras, ni en italique, ni en « petit »…
- Le gras n'est utilisé que pour surligner le titre de l'article dans l'introduction, une seule fois.
- L'italique est rarement utilisé : mots en langue étrangère, titres d'œuvres, noms de bateaux, etc.
- Les citations ne sont pas en italique mais en corps de texte normal. Elles sont entourées par des guillemets français : « et ».
- Les listes à puces sont à éviter, des paragraphes rédigés étant largement préférés. Les tableaux sont à réserver à la présentation de données structurées (résultats, etc.).
- Les appels de note de bas de page (petits chiffres en exposant, introduits par l'outil «  Source ») sont à placer entre la fin de phrase et le point final[comme ça].
- Les liens internes (vers d'autres articles de Wikipédia) sont à choisir avec parcimonie. Créez des liens vers des articles approfondissant le sujet. Les termes génériques sans rapport avec le sujet sont à éviter, ainsi que les répétitions de liens vers un même terme.
- Les liens externes sont à placer uniquement dans une section « Liens externes », à la fin de l'article. Ces liens sont à choisir avec parcimonie suivant les règles définies. Si un lien sert de source à l'article, son insertion dans le texte est à faire par les notes de bas de page.
- La présentation des références doit suivre les conventions bibliographiques. Il est recommandé d'utiliser les modèles {{Ouvrage}}, {{Chapitre}}, {{Article}}, {{Lien web}} et/ou {{Bibliographie}}. Le mode d'édition visuel peut mettre en forme automatiquement les références.
- Insérer une infobox (cadre d'informations à droite) n'est pas obligatoire pour parachever la mise en page.

Pour une aide détaillée, merci de consulter Aide:Wikification.
Si vous pensez que ces points ont été résolus, vous pouvez retirer ce bandeau et améliorer la mise en forme d'un autre article.
 (avril 2023).
Jacques-Eugène Defranoux, né le 5 avril 1803 à Sarreguemines et mort le 16 août 1883 à Épinal, est un professeur de latin et de lettres classiques au collège d'Épinal puis inspecteur des contributions indirectes, par ailleurs dans le milieu savant des sociétés d'émulation, géologue, pédagogue et agronome, spécialiste de l'élevage, de l'horticulture et de la viticulture, français. 
Par son engagement, il est un précurseur de la défense du monde animal, injustement maltraité dans le monde du travail de plus en plus productiviste de son siècle. Il figure ainsi parmi les membres de la SPA. Selon Marie-José Laperche-Fournel, J.E Defranoux fait partie des écrivains, statisticiens ou savants locaux, qui ont changé durablement et irréversiblement la perception des Vosges au cours du XIXe siècle, à l'instar de Charles Charton, l’abbé Jacquel, J.-B. Jacquot ou Louis Jouve..., rejoignant le géologue Henri Hogard et la cohorte des naturalistes vosgiens Fr. Kirschleger, Jean-Baptiste Mougeot, Xavier Thiriat, admettant l'entomologiste H. de Peyerimhoff, suivie de celle des artistes et écrivains voyageurs ou locaux parmi lesquelles E.-F. Imlin, J. Rothmuller, Théophile Gautier, J.-F. Pellet, E. de Bazelaire, A. Montémont pour ne citer que quelques noms.

## Biographie
Né le 16 germinal an XI, mais déclaré le jour suivant, Jacque Eugène (sic) est le second fils d'un militaire natif de Rochesson, Jean-Baptiste Defranoux et de Marie-Magdeleine Girouard. Le capitaine à la retraite s'installe à Épinal, avec sa femme et ses deux fils, Jules et Eugène. Jacques-Eugène fréquente le collège d'Épinal et se destine à l'enseignement alors que son frère, formé en partie à Strasbourg, choisit de passer le concours pour devenir fonctionnaire des impôts indirectes. Régent du collège municipal de Mirecourt en 1821, le jeune pédagogue se révèle déjà pour ses élèves en rédigeant l'esquisse de son opus Les éléments synoptiques de la grammaire latine qu'il ne publiera que dix années plus tard, sous une forme achevée en 1832.
Lorsque son frère Alexandre Jules, surnuméraire de l'administration des impôts indirectes à Épinal, âgé de 24 ans, épouse le 16 janvier 1823 la jeune orpheline Amélie Pauline Guéry, fille du défunt Nicolas Guéry, de son vivant receveur municipal de la ville, le capitaine pensionné Defranoux, chevalier de l'ordre royal de la légion d'honneur n'est plus, décédé six mois auparavant le 8 juillet 1822 à l'âge de 53 ans. Sa mère Magdeleine Girouard, veuve réside désormais seule à Épinal.
Le jeune professeur de collège est admis en tant que jeune membre à la SEV en 1828. Il se fait d'abord connaître comme un excellent latiniste au sein de la commission littéraire. Ne résidant pas toujours à Épinal, son nom rejoint évidemment plus tard la liste des membres correspondants (en dehors du département) ou plus souvent associés libres. Il découvre avec les commissions de la SEV, dirigés par quelques anciens de deux associations fusionnées, une approche méticuleuse du monde environnant, s'intéressant au monde sylvo-agro-pastoral ainsi qu'à la science, représentée par les disciplines phares des mathématiques et de la cartographie, de la chimie et de la géologie, l'horticulture et à la pédologie. 
Le savant professeur déprime, accaparé par ces tâches pédagogiques, répétitives, pénibles et ingrates comme le rappelle son ami Collot à ses obsèques, et n'a que peu de loisirs au début des années trente, en dehors de son engagement dans la société savante vosgienne. Il décide de changer de profession, optant pour l'administration des contributions indirectes, qui lui permet de mieux gérer son temps de vie après 1831. Cet amoureux des paysages ruraux n'est pas déçu de commencer en bas de l'échelle : il est d'abord commis à cheval dans les Vosges, comme l'atteste la liste des membres associés libres de la SEV. Le chercheur polyvalent s'essaie à la statistique en étudiant la contrée qu'il hante à cheval, selon lui, enchanteresse, préservée de la civilisation destructrice et urbaine, le canton de Gérardmer. En 1836, commis à cheval pour le service fiscal, il réside officiellement à Épinal et il rejoint le groupe des membres titulaires de la SEV. Il épouse à Épinal la fille mineure d'un négociant, Catherine Foinant le 28 mars 1837. En 1839, il est receveur des contributions indirectes à Senones, puis après une nouvelle promotion, contrôleur des contributions indirectes à Saint-Dié en 1844 et 1845. En 1846, il est muté loin des Vosges, probablement directement dans l'Aude, pour accéder à un poste supérieur. En 1850, après quelques années d'oubli, il cotise à sa chère société en tant qu'inspecteur des contributions indirectes à Carcassonne. De 1851 à 1853 inclus, l'inspecteur Defranoux est nommé à Épinal, et il est à nouveau membre titulaire résident de la SEV. Sa fraîche expérience enthousiaste d'employé du fisc dans le contrôle du négoce du vin - les Vosges sont encore une contrée viticole importante, mais il possède désormais une expérience méridionale - lui a fait entreprendre deux ouvrages pratiques, le premier sur la manière de jauger cuves et tonneaux et le second, sur la distillation, parus en 1852. Un troisième ouvrage de même facture technique et à usage fiscal sur le monde de la brasserie, par ailleurs en croissance rapide, est publié l'année suivante.
La reconnaissance pour ces études techniques et pratiques, approfondies, lui vaut d'être muté en 1854 comme chef des contributions indirectes de l'arrondissement de Lons-Le-Saunier dans le Jura. Il garde ses préoccupations agricoles en devenant bibliothécaire bénévole du comice agricole. Il s'investit aussi dans la société savante sœur de celle de son département de naissance, la Société d'émulation du Jura : après une période de probation, il est admis comme membre titulaire ou résident en 1855, avant d'en être son président de 1857 à 1860. Cinq années intenses pour la recherche jurassienne, car il refonde et organise la vénérable assemblée avec de jeunes membres jurassiens, observe les pratiques agricoles, collecte des roches de l'époque jurassique, rédige des articles dans l'esprit des vénérables anciens de la SEV.
Mis à la retraite en 1860 avec le rétrograde d'inspecteur des contributions, Eugène et son épouse retrouvent leur ville et Vosges natales, où il récapitule en livre les acquis d'un journal agricole intitulée "La ferme" qu'il avait lancé quelques années avant son départ. Mais il ne quitte nullement en pensée le Jura, en restant membre correspondant de la SEJ jusqu'en 1880. Il confie au grand musée de Metz, plus vaste que celui d'Épinal, ses collections jurassiennes personnelles, notamment d'échantillons de roches et de fossiles, parmi les plus complètes sur l'ère jurassique. Il reprend ses activités des premières années à la SEV, siégeant à la commission artistique et littéraire. Il est à la fin des années 1870 le doyen de la société et rédige chaque année ce rapport d'activité.
Notons que Jacques-Eugène Defranoux, considéré par son lieu de naissance comme un alsacien-lorrain ou un citoyen d'Alsace-Lorraine annexée, doit opter pour ne pas mettre en suspense sa nationalité française et obtenir ipso facto la nationalité allemande, ce qu'il fait le 4 juillet 1872 à Épinal. 
A l'âge de 80 ans et quatre mois, il trépasse à neuf heures du soir le 16 août, alité à son domicile spinalien rue des Petites Boucheries au côté de son épouse Catherine Foinand (sic), âgée de 67 ans.
Ses obsèques le 19 aout 1883 attirent une foule de parents et d'amis spinaliens. Son ami Collot, à côté de la veuve du défunt, prononce un discours sur cet homme droit et franc, intelligent et sensible à la misère humaine et animale, lors de l'inhumation qui suit.

## Travaux et publications
- Eléments synoptiques de grammaire latine, 1832, 44 pages (en ligne sur gallica.fr et réédité par Hachette BNF en juillet 2018)
- Précis historique et topographique sur le canton de Gérardmer, Annales de la SEV, 1832.
- Le sauveur et le guide du jaugeur des vaisseaux ou Révolution dans la manière de cuber les cuves, citernes..., 1852.
- Le vade-mecum du distillateur et de l'employé du fisc dans la pesée et le mouillage des spiritueux, 1852.
- Guide de la surveillance en matière de fabrication des bières de toute espèce à l'usage des employés des contributions, 1853.
- (Au sein de la société d'émulation du Jura en collaboration avec Frère Ogérien et Jacques Bonjour), Mémoire sur la découverte de la craie supérieure à silex dans le département du Jura, Journal SEJ, 1858.
- Ecole préparatoire du laboureur à l'usage de tous les âges, de toutes les professions et de toutes les classes, Lons, E. Journet-Mynier, 1859, 189 p.(en ligne sur gallica)
- (Ibidem avec plusieurs géologues), Découvertes et observations faites de 1855 à 1858 inclus, dans l'arrondissement géologique de Lons-le-Saunier (Jura), imprimerie C. Decker, 1859. en liaison avec l'article sur la découverte des arkoses à Mantry et Sellières (Jura), Revue d'Alsace, 1859
- Prédications agricoles destinées à guider les instituteurs, Paris, Humbert, 1861, en 4 volumes. (en ligne sur gallica ou rééditées en quatre volumes grand format par Hachette BNF en septembre 2020)
- La ferme, journal agricole et horticole, 1861.
- Le petit livre du lavoir ou Ecole de morale et de savoir-vivre des fils de l'ouvrier soit de la terre soit de ..., 1862.
- L'agriculture des enfants des écoles primaires, Paris, Humbert, 1862, 47 p. (en ligne sur gallica ou réédité par Hachette BNF en septembre 2020)
- Le petit "La Bruyère", ou la Science du monde mise à la portée des intelligences les moins cultivées, Paris, Humbert, 1864
- L'Agronome de cabinet, portrait du plus grand homme du temps (Napoléon III), dessiné... devant la Société d'émulation des Vosges, à l'occasion du concours régional d'Épinal, Paris, Imprimerie F. Humbert, 1864.
- (En collaboration avec M. Lervat), Aux vignerons ! Procédés surprenants de propagation et de plantation de la vigne, Paris, F. Humbert, 1864, 93 p. (en ligne sur gallica)
- Ecole préparatoire du vigneron et de l'horticulteur en ce qui concerne ... la vigne, Niort, Favre, 1872, 79 p. (en ligne sur gallica)
- Eléments d'économie sociale, 1877.
- Préceptes de morale, à l'usage de toutes les conditions et de tous les âges, imprimerie V. Collot, 1877.
- L'École du monde, d'après La Fontaine et sous forme de données détachées, imprimerie V. Collot, 1878.(Son engagement pour la protection des animaux)